# Mintou Doucoure
Mintou Doucouré (arabisch مينتو دوكوري, * 19. Juli 1982 in Bamako) ist ein ehemaliger malischer Fußballspieler. Der Mittelfeldspieler nahm mit der malischen Fußballnationalmannschaft an den Olympischen Sommerspielen 2004 in Athen teil.

## Karriere
Doucouré spielte zunächst bei JS Centre Salif Keita; 2002 wurde er an Dubai SC ausgeliehen. 2003 kehrte er zu JS Centre Setif Keita zurück, becor er 2005 zu USM Algier wechselte.
Doucouré war 2004 Mitglied der malischen Fußballnationalmannschaft bei den Olympischen Sommerspielen. Das Team kam ins Viertelfinale, verlor aber gegen Italien und kam so auf Rang 5. Er spielte auch für die Malische U-17 Mannschaft bei der U-17-Fußball-Weltmeisterschaft 1999 in Neuseeland.